# Bousín
Bousín település Csehországban, a Prostějovi járásban. Bousín Niva, Protivanov, Drahany és Březina településekkel határos. Lakosainak száma 134 fő (2024. január 1.).

## Népesség
A település lakosságának változását az alábbi diagram mutatja:
| Lakosok száma | 518  | 508  | 596  | 286  | 217  | 140  | 137  | 134  | 128  | 134  |
|               | 1869 | 1890 | 1921 | 1950 | 1980 | 2001 | 2017 | 2019 | 2022 | 2024 |